# Мамедов, Натиг Башир оглы
Натик Башир оглы Мамедов (азерб. Natiq Bəşir oğlu Məmmədov; 11 мая 1975 — 4 октября 1994) — военнослужащий Вооружённых сил Республики Азербайджан, Национальный Герой Азербайджана (1994).

## Биография
Родился Натик Мамедов 11 мая 1975 года в селе Даглы, Загатальского района, Азербайджанской ССР. По-национальности — цахур. В 1990 году, после окончания восьмого класса отделения русского языка сельской средней школы, продолжил образование в технико-профессиональном училище № 3 Гахского района, получив специальность механизатора. Некоторое время работал в колхозе ”Дагестан".
13 мая 1993 года Закатальским районным военным комиссариатом был призван в ряды Национальной армии Азербайджана. Некоторое время проходил обучение в одной из воинских частей города Баку. Затем принял участие в учебно-тренировочном сборе в Сейфали, после чего был направлен к местам вооружённых столкновений. принимал участие в боях на Физулинском, Агдамском, Тертерском направлениях. Неоднократно в составе разведывательных групп выходил в разведку на территорию противника.
4 октября 1994 года в Гянджу были направлены подразделения солдат войсковой части № 777 специального назначения. В это время в городе царил произвол. Вооружённый отряд предпринял попытку государственного переворота. Для подавления восстаний солдаты воинской части были приведены в боевую готовность. В этой операции принимал участие и Натик Мамедов. Выполняя свой воинский долг он погиб защищая интересы своего государства.
Натик был не женат.

## Память
Указом Президента Азербайджанской Республики № 215 от 5 октября 1994 года Натику Башир оглы Мамедову было присвоено звание Национального Героя Азербайджана (посмертно).
Похоронен в родном селе Даглы Загатальского района Республики Азербайджан.
Детский сад, расположенный в Загатальском районе, носит имя Национального Героя Азербайджана Натика Мамедова.